# Reprezentacja Szetlandów w piłce nożnej mężczyzn
Reprezentacja Szetlandów w piłce nożnej rozegrała swój pierwszy mecz 1 stycznia 1919 roku, wygrała wtedy 3–2 z reprezentacją Orkadów, grając na ich boisku. Drużyna nie należy do Unii Europejskich Związków Piłkarskich (UEFA), ani Międzynarodowej Federacji Piłki Nożnej (FIFA), jednak czynnie bierze udział rozgrywkach międzynarodowych, w innych imprezach, a także w meczach towarzyskich. Należy do Związku Reprezentacji Wyspiarskich (ang. International Island Games Association), a także w Milne Cup.
Narodowym stadionem na Szetlandach jest Gilbertson Park w stolicy, Lerwick, jednak meczesa rozgrywane też w Seaview i Harbison Park.
Największą imprezą były ostatnio mistrzostwa zorganizowane z inicjatywy Związku Reprezentacji Wyspiarskich w 2005 roku, których Szetlandy były gospodarzem oraz po raz pierwszy w historii ich reprezentacja odniosła zwycięstwo, pokonując w finale 2–0 (0–0) reprezentację Guernsey.

## Droga Szetlandów do zwycięstwa w 2005 roku
| Kraj            | Mecze | Zwycięstwa | Remisy | Porażki | Bramki | Punkty |
| Szetlandy       | 4     | 3          | 1      | 0       | 8:1    | 10     |
| Wyspa Man       | 4     | 2          | 1      | 1       | 12:3   | 7      |
| Saaremaa        | 4     | 1          | 2      | 1       | 5:5    | 5      |
| Wyspy Alandzkie | 4     | 1          | 0      | 3       | 4:7    | 3      |
| Falklandy       | 4     | 1          | 0      | 3       | 3:16   | 3      |

10 lipca 2005 - Szetlandy 4–0 Falklandy

11 lipca 2005 - Szetlandy 3–1 Wyspy Alandzkie

13 lipca 2005 - Szetlandy 0–0 Saaremaa

14 lipca 2005 - Szetlandy 1–0 Wyspa Man

15 lipca 2005 - Szetlandy 2–0 Guernsey (Finał)

## Kadra 2009[1]
The following players were in the Island Games squad in 2009.
- (GK) Craig Dinwoodie 	(Delting)
- (GK) Eric Peterson (Ness United)
- Leighton Flaws (Delting)
- Merv Jamieson	(Delting)
- Peter Peterson (Delting)
- Richard Arthur	(Whalsay)
- Gary Jamieson 	(Whalsay)
- Ross Moncrieff	 (Celtic)
- Lewis Kay (Spurs)
- Karl Williamson (Whalsay)
- James Johnston (Spurs)
- Josie Kay (Spurs)
- Eric Thomson (Unts)
- Duncan Anderson (Whitedale)
- Alan Duncan (Delting)
- Craig Gerty (Thistle)
- Ross MacDougal (Delting)
- Fraser Hall (Delting)
- Joe Leask (Celtic)
- Duncan Bray (Ness United)